# Stanisław Fiszer
Pour l'architecte, voir Stanislas Fiszer
Stanisław Fiszer ou Stanisław Fischer (né en 1769 à Varsovie - mort le 18 octobre 1812 à Winkowo) est un vétéran des guerres pour l'indépendance de la Pologne, général du Duché de Varsovie.

## Biographie
Stanisław Fiszer est né dans une famille allemande polonisée. Il étudie à l'Académie du Corps des Cadets de la Noblesse dans les années 1783-1788, ensuite il s'engage dans la brigade commandée par Tadeusz Kościuszko. Il combat sous ses ordres pendant la guerre russo-polonaise de 1792. Il est nommé lieutenant avant de recevoir la croix de chevalier de l’Ordre militaire de Virtuti Militari. Après l'invasion prussienne de la Grande-Pologne en janvier 1793, Fiszer alors déguisé en médecin, arrive à Francfort-sur-l'Oder et fait la reconnaissance des forces et positions ennemies.
Pendant l'insurrection de Kościuszko il est blessé à Maciejowice. Capturé par les Russes, il est transféré à Saint-Pétersbourg avec Kościuszko et Julian-Ursyn Niemcewicz. Fiszer est le seul prisonnier à refuser de témoigner. Ce refus lui vaut une déportation à Nijni Novgorod en plein milieu du terrible hiver russe. Il tombe très malade et ne retrouve jamais le plein usage de ses jambes.
Après son incarcération de deux ans à Nijni Novgorod, il arrive à Saint-Pétersbourg, puis il gagne Paris où il organise des bataillons au sein de la  Légion du Danube. En juin 1799, il est fait prisonnier lors de la bataille d'Offenbourg. Il est alors général de brigade. Il est détenu plus de six mois dans la forteresse de Königgratz avant d'être échangé par le général Moreau. Une fois libéré, il prend le commandement d'une brigade à Livourne, puis de la Légion du Danube, il est même nommé commandant de Livourne. Il démissionne en 1801 et rentre à Paris où il entame des études. En 1803, il revient en Pologne, et en 1806, se marie avec Wirydianna Kwilecka.
À la demande de Jan-Henryk Dąbrowski, il organise des forces armées en Grande-Pologne pour préparer l'insurrection. Il assiège Gdańsk à la tête d'une brigade du Xe corps d’armée du maréchal Lefebvre. En 1807, il devient inspecteur général d'infanterie. L'année suivante, il est nommé chef d'état-major du Duché de Varsovie. En deux ans, il remet sur pieds l'armée du Duché, en particulier l’artillerie. Il est blessé pendant la bataille de Raszyn, le 22 août 1809. Il reçoit la  Croix de commandeur de l'Ordre militaire de Virtuti Militari.
Dès 1811, il participe vigoureusement à la mobilisation et aux préparatifs la guerre contre la Russie. Pendant la marche sur Moscou, il est le chef d'état-major du Ve corps du maréchal Poniatowski. Il se bat à Borodino et lors de la prise de Moscou.
Stanisław Fiszer périt au combat le 18 octobre 1812 lors de la bataille de Winkowo.